# Jean Lachaud
Jean Lachaud, né le 27 décembre 1889 à Paris et mort en 1952 à Brest, est un peintre, graveur, céramiste et décorateur français.

## Biographie

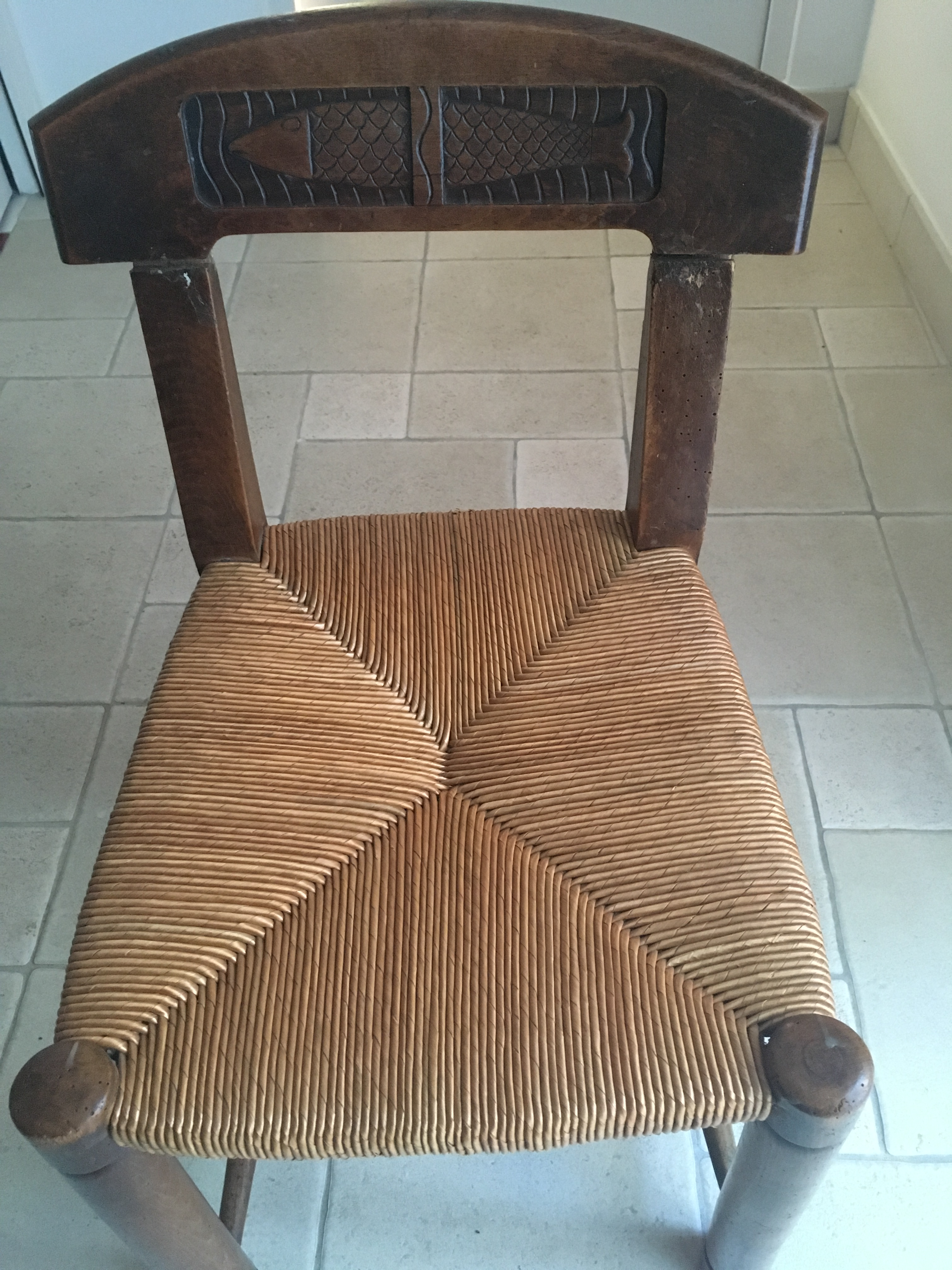
Chaise au poisson coupé créée pour le Relais Saint-Corentin, collection particulière.

Adolphe Jean Lachaud (il abandonna le prénom Adolphe en 1933) naît le 27 décembre 1889 dans le 18e arrondissement de Paris.
Bachelier ès-lettres, il fréquente le lycée Condorcet à Paris. C’est en 1908 qu’il découvre la Bretagne, lors de séjours en famille à Pont-Aven. Il est alors étudiant à l'École nationale des Beaux-arts puis à l'Académie Julian.
Mobilisé dans l’Armée de l’air en 1914, il part sur le front avec la 48e compagnie d’Aérostation de campagne. Il est ensuite détaché comme instructeur auprès de l’Armée américaine. 
Démobilisé en 1919, il vient s’installer à Névez dans les environs de Pont-Aven jusqu'en 1934. C’est là que réside son frère Jacques Lachaud, architecte, qui y a acheté et restauré un moulin. 
À cette époque, il se lie d’amitié avec les peintres de l’École de Pont-Aven : Paul Sérusier, Henri Delavallée, Emile Jourdan, ainsi qu’avec des artistes de sa génération : Jacques Vaillant, Émile Compard, Fernand Jobert, Ernest Correlleau, Pierre-Eugène Clairin. Il fut aussi ami de Max Jacob et de Marguerite Sérusier, l'épouse du peintre Paul Sérusier.
Jean Lachaud meurt à Brest en 1952.

## Œuvres

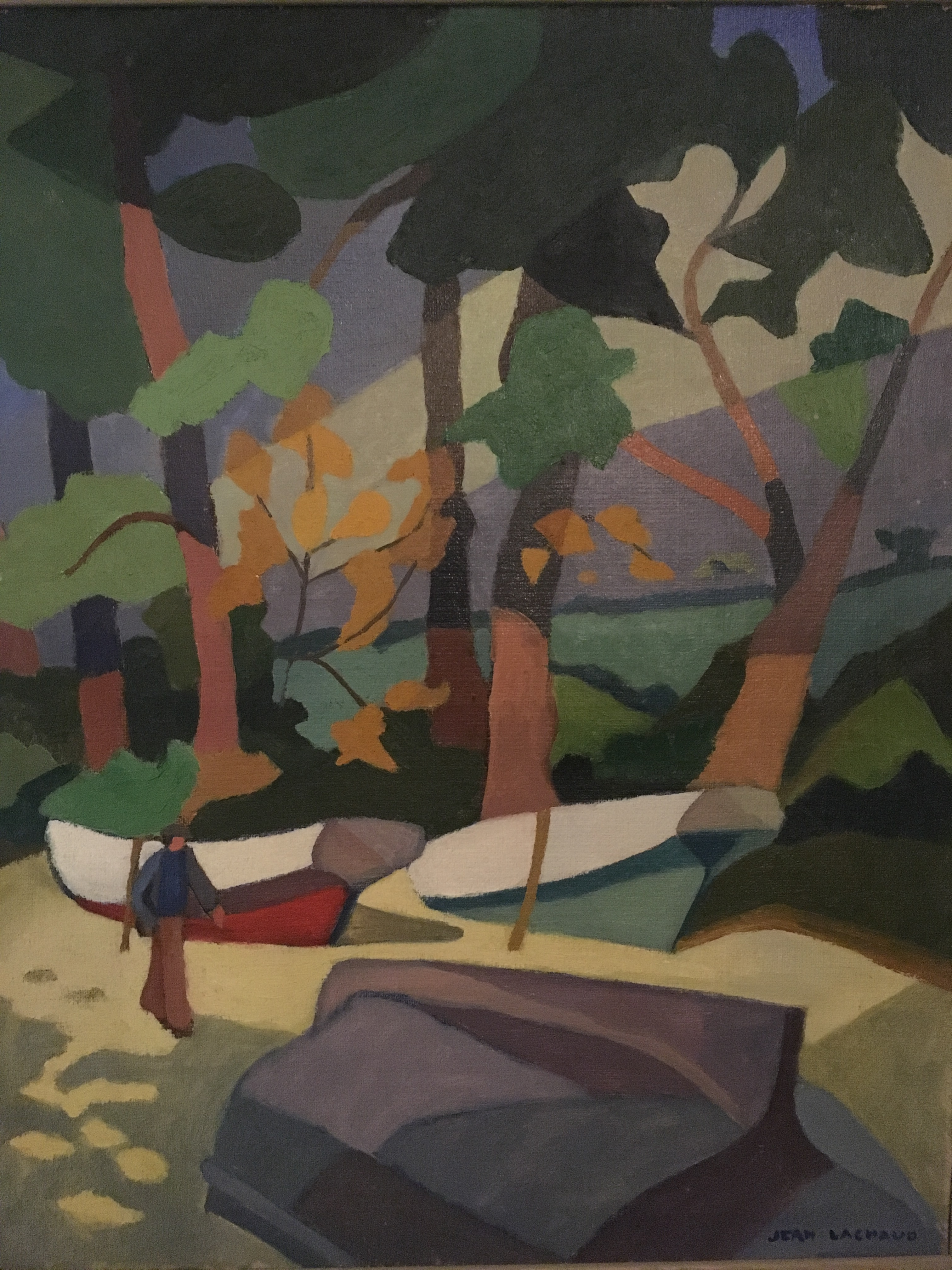
Jean Lachaud, Paysage à la barque, huile sur toile, collection particulière.

Ses premiers bois gravés sont exposés en 1921 au Salon d’automne à Paris ; en 1923, il produit ses premières céramiques aux faïenceries Henriot à Quimper. 

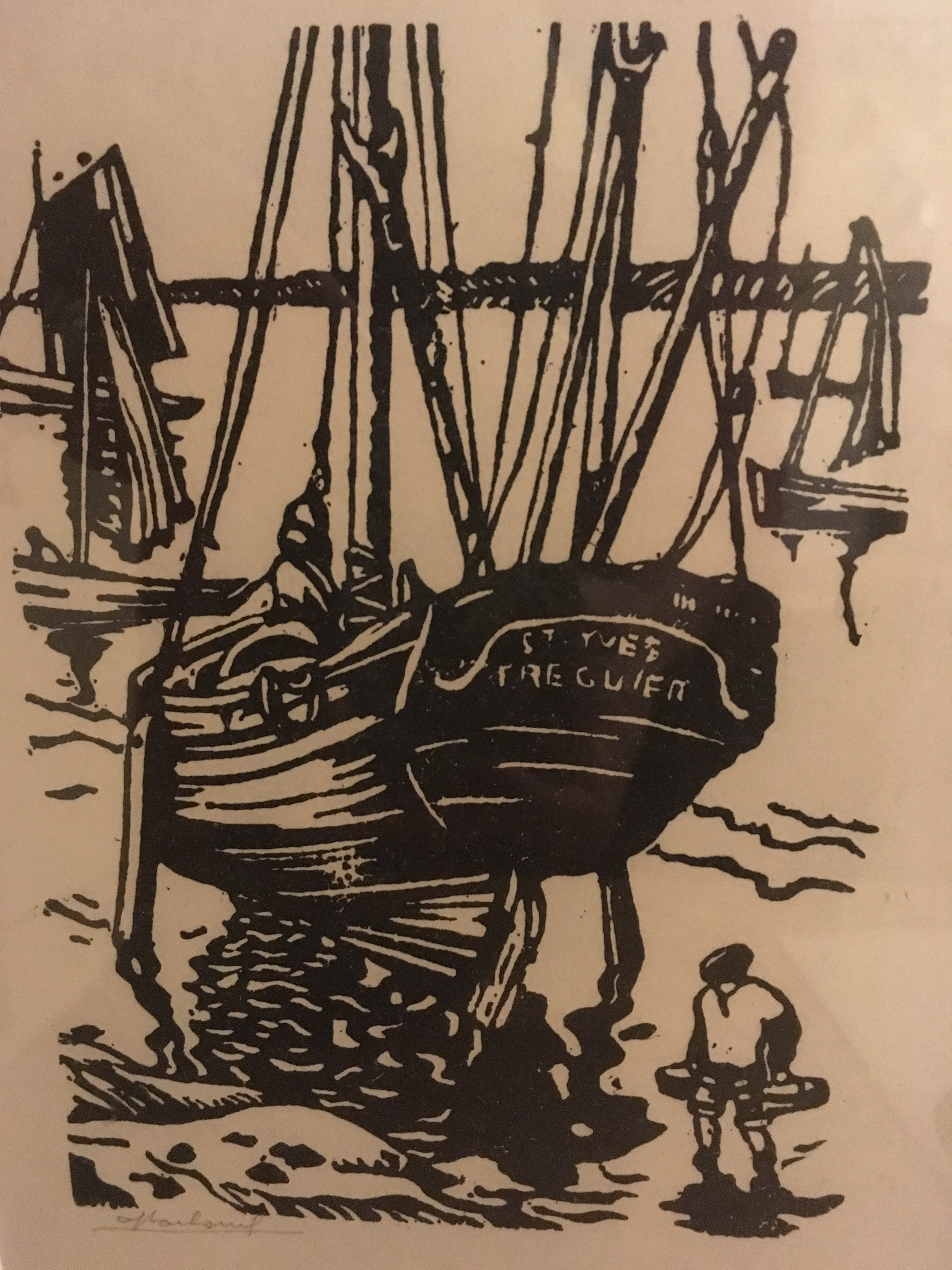
Jean Lachaud, Bateau de pêche au sec, gravure sur bois, collection particulière.

En 1933, il abandonne le nom d’Adolphe et ne conserve que son deuxième prénom Jean ; ses œuvres sont désormais signées Jean Lachaud. 
À Quimper, où habite à partir de 1934 son frère Jacques Lachaud (1893-1973), un des fondateurs du régionalisme architectural breton, il fréquente Max Jacob, Jean Moulin, Jean Caveng et le sculpteur et céramiste italien Giovanni Leonardi. ll crée l'Union artistique de Quimper. 
Il devient sociétaire du Salon d'automne à Paris et du Salon de l'art français indépendant. 
Il est nommé en 1936 conservateur au musée des Beaux-Arts de Brest, dont il organise le sauvetage des collections au début de la guerre de 1939-1945. Nommé également en 1936 directeur de l'école des Beaux-Arts de Brest, c'est comme enseignant et conservateur qu'il achève sa carrière en 1952. 
Peintre, graveur, céramiste, décorateur, il s'exprime sur tous les supports : huile, aquarelle, gouache, gravure sur bois, croquis rapides, rehaussés ou non de couleurs et avec une grande variété de sujets : marines, portraits, bouquets et natures mortes, paysages, scènes de la vie quotidienne. 
Quatre de ses œuvres (bois gravés) figurent au catalogue du Musée de Pont Aven et une vue du port de Brest (non exposée) au Musée des Beaux-Arts de Quimper.

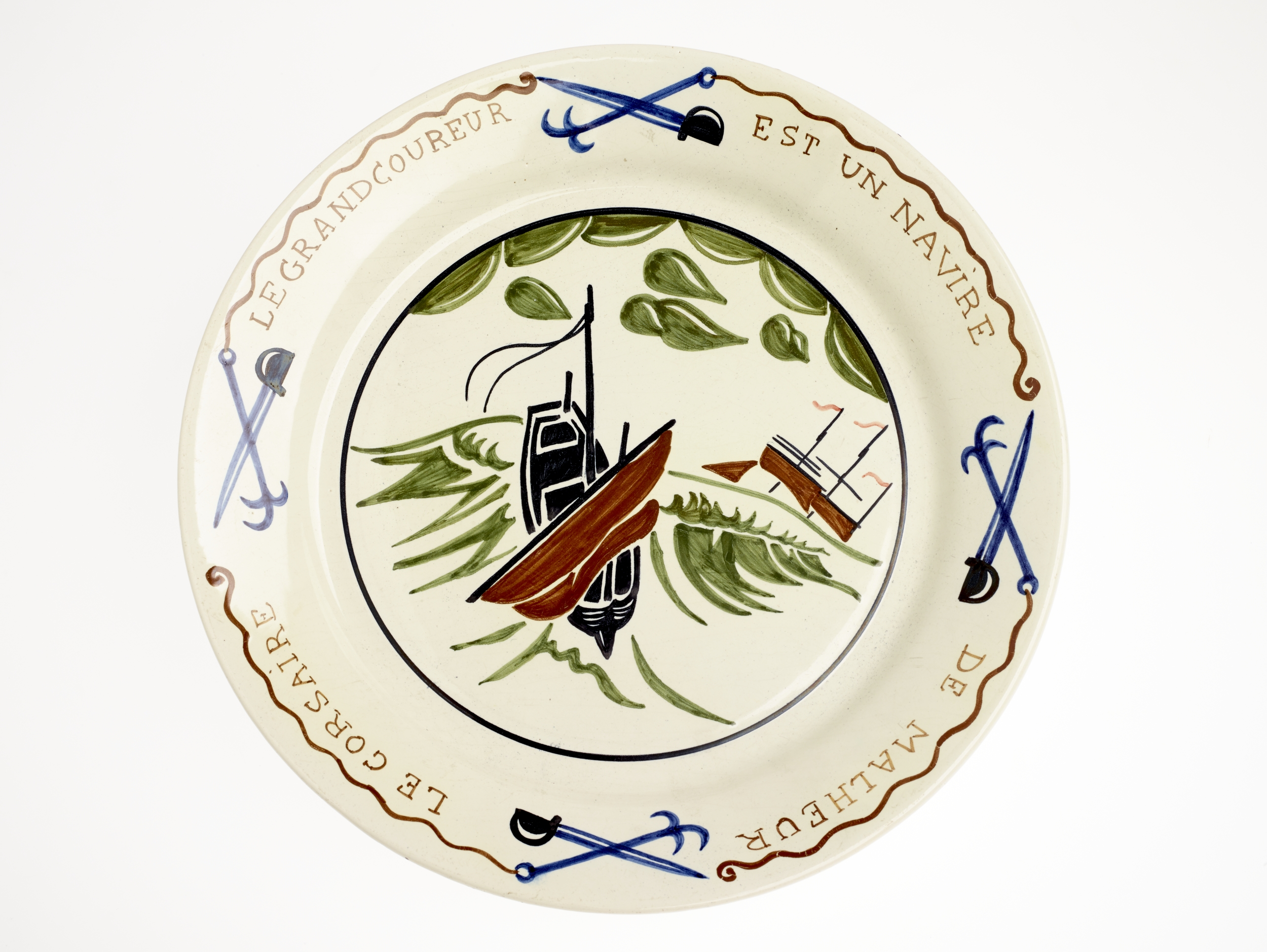
Plat peint, collection Musée de Bretagne.

Le musée de Bretagne conserve un plat peint illustrant le chant de marin le Grand coureur.
Le musée des beaux-arts de Brest présente deux œuvres :
- Nature morte au jambon, huile sur toile, 54 x 65,
- Brest, Lanninon, travaux au quai d'armement, carton, 45,6 x 54,3 cm.

Puisant son inspiration dans les scènes et les objets de la vie quotidienne bretonne, les faïences populaires par exemple, il fait cohabiter à travers son art un monde traditionnel de pêcheurs et de paysans et une représentation plus moderne de l'art régional breton. 
Il a décoré de nombreux hôtels, des meubles au service de table en passant par le linge et la verrerie. Il est notamment le créateur pour le restaurant du « Relais Saint Corentin » à Quimper, des faïences portant la marque au poisson coupé, marque dite au "poisson de Saint Corentin" dont la réalisation avait été confiée à la manufacture de La Hubaudière (HB). 
Les meubles réalisés pour le même restaurant portaient également la marque du poisson coupé. Il a créé de nombreux modèles édités par la faïencerie HB à Quimper  et réalisé également des illustrations et affiches publicitaires.
Sa collection de tableaux a été dispersée lors d'une vente à Quimper le 21 avril 2019,.